# 拘禁二法案
拘禁二法案（こうきんにほうあん）は、刑事施設法案と留置施設法案の総称である。

## 内容
刑事施設法案は、旧監獄法を改正して刑事施設の管理運営に関して定める法案である。法務省の立案で、主な内容は以下のとおりである。
1. 「国と被収容者との間の法律関係の明確化」を図るため、宗教上の行為、書籍の閲覧、面会及び信書の発受等、被収容者の権利事項を明示するとともに、規律秩序維持のための措置、懲罰等、生活及び行動に対する制限の要件、手続、限界を明確にし、併せて適正かつ迅速な手続により被収容者の権利救済を図るための不服申立制度を定めること、
2. 「被収容者に対する適切な生活水準の保障」を図るため、医療、食事、物品の給貸与等についてもその充実を期すほか、作業報奨金及び災害給付に関する規定を整備すること
3. 「受刑者の改善更生のための効果的な処遇制度の整備」を図るため、個々の受刑者の資質及び環境に応じて最も適切な方法で、受刑者の処遇を行うという処遇の個別化の原理を明らかにし、特に、矯正処遇として行われる作業、教科指導、治療的処遇及び生活指導については、個々の受刑者の特性に応じた適切な処遇要領に基づいて計画的に行うことを明らかにした上、外部通勤作業、外出、外泊等の新たな処遇方法を導入すること

留置施設法案は、いわゆる代用監獄（監獄の代用として警察官署に附置される留置場）の管理運営に関して定めた警察庁立案の法案である。

## 経過
行刑施設の管理運営を定めた旧監獄法（明治41年法律第28号）は、1908年の制定以来、一度も改正されず、その間の行刑政策（矯正政策）の実務や理念の変遷に対しては、監獄法施行規則（明治41年司法省令第18号）の改正や行刑累進処遇令（昭和8年司法省令第35号）、犯罪者予防更生法（昭和24年法律第142号）の制定などによって対処してきた。

### 拘禁二法案の経過
1976年（昭和51年）3月、行刑政策と行刑施設の「近代化」、「国際化」、「法律化」を目指して、法務大臣は法制審議会に監獄法の改正を諮問した。
1980年（昭和55年）11月、法制審議会は法務大臣に対し、「監獄法改正の骨子となる要綱」を答申した。
1982年（昭和57年）、法務省矯正局は、同要綱を基礎として「刑事施設法案」を策定した。この刑事施設法案と警察庁が立案した留置施設法案は、第96回国会に提出されたが、継続審議となった。
1983年（昭和58年）第100回国会では、衆議院解散により、両法案は審議未了のまま廃案になった。
1987年（昭和62年）第108回国会に一部修正して再度提出され継続審議となったが、1990年（平成2年）第117回国会の衆議院解散で審議未了のまま再び廃案。
1993年（平成5年）第126国会にも提出されたが、衆議院解散、審議未了のままみたび廃案となった。
この拘禁二法案は、問題視されていた代用監獄の永続化と、被疑者・被告人と弁護人との接見交通を制限し、これに対する弁護人の不服申立等の救済手段も定めないなど、被拘禁者の人権保障の程度が著しく低下するとして、強く批判された。結局、拘禁二法案は国会上程と継続審議、審議未了のまま廃案という過程を繰り返し、その成立は断念された。

## 行刑政策の新たな動き
2002年（平成14年）、名古屋刑務所の刑務官が受刑者に暴行を加え、3人の受刑者を死傷させた事件が発覚した。
これを受けて、翌2003年（平成15年）2月、法務省は省内に「行刑運営に関する調査検討委員会」を設置して事件解明と再発防止策の検討にあたった。同年3月、法務大臣は、この検討委員会の中間報告に基づき、有識者からなる「行刑改革会議」を設置した。同年12月、行刑改革会議は行刑改革の指針となる提言「行刑改革会議提言～国民に理解され，支えられる刑務所へ～」（PDFファイル）をとりまとめた。法務省では、この提言を受けて「行刑改革推進委員会」を設置し、この委員会を指導督励するため、行刑改革会議の相談役と委員からなる「行刑改革推進委員会顧問会議」を設置した。
2005年（平成17年）、この提言の内容を踏まえて策定された法案は、刑事施設及び受刑者の処遇等に関する法律（平成17年法律第50号）として、第162回国会で成立した。
この法律では、未決拘禁者の処遇に関して積み残したため、同年12月、法務事務次官および警察庁長官は、未決拘禁者の処遇等に関する有識者会議を設置して、この問題について検討と提言を求めた。翌2006年（平成18年）2月、同会議は提言をとりまとめた。これを受けて、平成18年6月2日、第164回国会において、刑事施設及び受刑者の処遇等に関する法律の一部を改正する法律が成立した。
この改正法は同月8日に公布され、刑事施設及び受刑者の処遇等に関する法律は、刑事収容施設及び被収容者等の処遇に関する法律として翌2007年6月1日に施行された。これにより、未決拘禁者の処遇等を定めていた旧監獄法が廃止されることとなった。